# Parathyma perinus
Parathyma perinus är en fjärilsart som beskrevs av Hans Fruhstorfer 1903. Parathyma perinus ingår i släktet Parathyma och familjen praktfjärilar. Inga underarter finns listade i Catalogue of Life.